# Arsenaal van het Kremlin
Het Arsenaal van het Kremlin (Russisch: Оружейная палата) is een van de oudste musea van Moskou, opgericht in 1851 en gelegen in het Kremlin van Moskou.
Van oorsprong was het Arsenaal sinds 1508 een arsenaal. Die functie verviel bij de verhuizing van de hofhouding naar Sint-Petersburg. Tsaar Alexander I Pavlovitsj van het Keizerrijk Rusland besloot het toenmalige Arsenaal in te richten als een museum in 1806. De Brand van Moskou in 1812 ontstoken om Napoleon Bonaparte te verhinderen Moskou binnen te vallen, vernielde het Arsenaal grotendeels, nog voor het museum effectief voor het publiek geopend was geweest. Het werd herbouwd en deels nieuw gebouwd naar plannen van keizerlijk architect Konstantin Thon van 1844 tot 1851.
Tot de oudere stukken van de collectie behoren onder meer de Kroon van Monomach en de Orlovdiamant. De collectie werd uitgebreid na de Oktoberrevolutie onder meer met kunstschatten uit de kathedralen van het Kremlin waaronder de Aartsengel Michaëlkathedraal en de Twaalf Apostelenkerk maar ook uit het Hemelvaartklooster. Recenter werden ook een aantal Fabergé-eieren waaronder het Pamjat Azova-ei, het Standart-ei, het Ruiterstandbeeld van Alexander III, het Klaverblad-ei en de Witte lelieklok aan de collectie toegevoegd.
Het Arsenaal is tegenwoordig een onderdeel van de Moskou Kremlin Musea waar ook een aantal kerken zoals de Kathedraal van de Ontslapenis van de Moeder Gods, de Aartsengel Michaëlkathedraal, de Verkondigingskathedraal, de Twaalf Apostelenkerk en de Kleedafleggingskerk toe behoren evenals de Klokkentoren van Ivan de Grote.
Het bouwwerk is als onderdeel van het Kremlin en Rode Plein sinds 1990 toegevoegd aan de UNESCO werelderfgoedlijst als cultureel werelderfgoed.
Dal van de Bikinrivier (met Centraal Sichote-Alingebergte) · Koerse Schoorwal · Ensemble van het Ferapontovklooster · Gouden bergen van Altaj · Hemelvaartskerk, Kolomenskoje · Historisch en architectonisch complex van het Kremlin van Kazan · Kizji Pogost · Baikalmeer · Citadel, oude stad en vestingwerken van Derbent · Historische monumenten van Novgorod en omgeving · Kremlin en Rode Plein, Moskou · Ensemble van het Novodevitsjiklooster · Historisch centrum van Sint-Petersburg en bijbehorende groepen van monumenten · Cultureel en historisch ensemble van de Solovetski-eilanden · Geodetische boog van Struve · Architectonisch ensemble van de Triniti Sergius Lavra in Sergiev Posad · Uvs Nuurbekken · Maagdelijke wouden van Komi · Vulkanen van Kamtsjatka · Westelijke Kaukasus · Witte monumenten van Vladimir en Soezdal · Natuurlijk systeem van het Wrangel-eilandreservaat · Historisch centrum van de stad Jaroslav · Historisch en archeologisch complex van Bolgar · Landschappen van Daurië · Hemelvaartkathedraal en -klooster van het dorpseiland Svijasjk · Kerken van de architectuurschool van Pskov · Petrogliefen van het Onegameer en de Witte Zee · Cultureel landschap van het Kenozeromeer
- Bibliothèque nationale de France: cb12180918t (data)
- International Standard Name Identifier: 0000 0001 2271 3173
- Library of Congress Control Number: n82163064
- Nationale Bibliotheek van Tsjechië: kn20050426027
- Nationale Bibliotheek van Israël: 987007306681205171
- Système universitaire de documentation: 027535703
- Virtual International Authority File: 146608805